# Seneca (jezioro)
Jezioro Seneca (ang. Seneca Lake) – jezioro w Stanach Zjednoczonych, w stanie Nowy Jork, największe w grupie jezior Finger Lakes, położone na terenie hrabstw Ontario, Yates, Seneca i Schuyler.
Powierzchnia jeziora wynosi 175,40 km2. Jezioro rozciąga się południkowo na długości 61 km i liczy do 4,8 km szerokości. Głębokość sięga 188 m. Lustro wody znajduje się na wysokości 135 m n.p.m.
Nad jeziorem położone są miejscowości Geneva (na północnym skraju), Watkins Glen (na południowym skraju), Dresden (na zachodnim brzegu) i Willard (na wschodnim brzegu).
Jezioro jest miejscem uprawiania sportów wodnych. Okolice są obszarem uprawy winorośli (riesling, chardonnay, cabernet franc, lemberger).

## Przyroda
Flora
- babka, moczarka, ramienica, wywłócznik kłosowy[1]

Fauna
- aloza tęczowa, bass czerwonooki, bass małogębowy, bass niebieski, bass słoneczny, bass wielkogębowy, łosoś szlachetny, minóg morski, okoń żółty, pstrąg tęczowy, troć jeziorowa, stynka, sumik karłowaty, szczupak pospolity[1]